# Kagamil Island
Kagamil Island (aleutisch: Qagaamila) ist eine der Islands of Four Mountains, einer Inselgruppe der Aleuten in Alaska. Sie liegt 6 km nördlich von Chuginadak Island und ist 2 km südlich von Uliaga Island entfernt. Sie ist 10 km lang und 5 km breit. Die Insel ist schwer zu erreichen.

## Der Vulkan
Die südliche Hälfte der Insel wird durch den Kagamil-Vulkan bestimmt. Es handelt sich dabei um einen Schichtvulkan. Dieser hat zwei Gipfel, der höhere liegt 893 m über dem Meeresspiegel, der niedrigere ist 690 m hoch. Von der vulkanischen Aktivität zeugen auch heiße Quellen und Fumarolen an der Süd-Ost-Seite der Insel. Der letzte (bekannte) Ausbruch erfolgte im Dezember 1929.